# Polissena di San Macario
Polissena di San Macario, conosciuta anche come Pulisena (... – Lucca, 13 ottobre 1571), fu una donna italiana accusata di stregoneria, condannata al rogo dopo un processo che non tenne conto degli episodi di epilessia, malattia i cui sintomi erano già noti a quel tempo.

## Premessa
Tra il 1545 e il 1563 la Chiesa Cattolica, attraverso il Concilio di Trento diede avvio alla cosiddetta Controriforma per contrastare le spinte al rinnovamento da parte di Martin Lutero, la separazione della Chiesa anglicana nel Regno Unito, del movimento di Giovanni Calvino. Ciò provocò un forte irrigidimento clericale auspicando guerre "sante", espansione ed inasprimento dell'Inquisizione alla ricerca di stregonerie di tutti i tipi, affermazione dogmatica e assolutista della figura del papa. Il clima che si venne a creare nei paesi a forte maggioranza cattolica fu un periodo di decadenza e di stagnazione, oltreché di barbarie, culminata nel rogo a Roma del filosofo Giordano Bruno.

L'ignoranza, la superstizione e una religiosità morbosa, pronta a individuare nelle persone che avessero accanto il diavolo o i suoi seguaci, possiamo ben capire come queste piaghe si siano tramandate per molti secoli. Infatti, la chiesa addestrò l'Inquisizione ad indagare e a sospettare episodi di eresia che potessero mettere in dubbio il cattolicesimo, senza porsi il minimo dubbio sulla veridicità dei fatti narrati, senza prove e senza consulenze da parte di medici e di competenti, spesso legate a malattie di origine neurologica o psichica oppure solo per via di malelingue. Questo organo della chiesa è rimasto attivo fino al XX secolo in Italia.

## Biografia
Come in varie zone d'Italia e di altri paesi cattolici, anche nella Repubblica di Lucca si ebbero molti episodi di caccia alle streghe. Nel 1571 una certa balia Pollonia, accusò Polissena e Margherita di essere streghe e di aver praticato magia nera, mandate da una certa Bartholomea con cui da anni Pollonia era in lite. Le due donne erano note in quel di Lucca per esser guaritrici e all'epoca, secondo comune diceria, chi sapeva far del bene sapeva fare anche del male. Così per Polissena e per Margherita le cose non si misero bene avendo curato Pollonia ed essendo entrate nella sua casa.
Polissena inoltre soffriva di epilessia con svenimenti e perdita di conoscenza. Il fenomeno era conosciuto ma era ritenuto del tutto inspiegabile dal punto di vista medico. Le parole che diceva nei momenti di crisi "lasciatemi stare perché mi fate più male che bene”, nell'ignoranza fecero pensare a qualche rito satanico per separare l'anima dal corpo. Nonostante la mancanza di prove, il Podestà di Lucca Alessandro Naselli e Giovanni Balbani ordinarono di procedere al processo di Margherita e Polissena. Non sappiamo che ruolo avesse a Lucca questo Balbani, essendosi occupato del commercio della seta e dello zucchero tra l'Italia e il Belgio, in particolare con la città di Anversa e di essere un affarista che negli ultimi anni era prossimo al fallimento. Da altra fonte si apprende che il "gentiluomo" Giovanni Balbani fu un "eresiarca" e che nella sua casa si tennero cene alla maniera calvinista ma che, per evitare scandalo, la chiesa, preferì mettere a tacere la cosa, punendo i piccoli reati. Del resto nel medesimo testo non c'è traccia che Balbani abbia ricoperto nel 1571 alcun ruolo né di natura pubblica né tantomeno ecclesiastica.
A peggiorare la sorte di Polissena vi fu anche la malattia di cui soffriva: l'epilessia. Secondo quanto scrisse un testimone nel corso di una crisi: "...essendo appresso a un letto, si lassò andare indietro et rimase stesa et agghiacciata sul letto che ivi era, di modo che pareva morta; et esse donne pensando che li fosse venuto qualche accidente, si li missero appresso con aceto... et detta Polissena ciò fatto aperse gli ochi et comincò a fare un verso, in modo di mughiare, tanto forte et con stravolgere gl’occhi, che tutti si misseno a fuggire per paura, lassandola sola, perché si haveva sospitione che fosse strega... mia madre mi disse che la detta Polissena la mattina sequente li disse: quando io sto in quella forma che stavo ier sera, non mi date noia, percè mi fate più male che bene...".
Il 28 giugno entrambe vennero incarcerate e dai primi di luglio sottoposte ad una serie di torture ed interrogatori, come ad esempio, il sollevamento con i pesi ai piedi, lo stiramento sopra una tavola, il supplizio del fuoco fino ad arrivare alla privazione del sonno. Margherita fu la prima a cedere alle sevizie "confessando" i propri "delitti" e le proprie "malíe" col maligno con il quale avrebbe avuto pure rapporti sessuali e fatto morire bambini. Polissena, dopo aver resistito a tutte le sevizie, gridando “O Dio, Vergine Maria aiutatimi, io non ne ho fatte (malìe)", cedette soltanto con la privazione del sonno, dopo essere stata ripudiata anche da marito. Una volta che si fu riposata ritrattò tutto quanto per far finire le crudeltà alle quali era stata sottoposta: “io non ho fatto stregarie ma ne ho ben medicate et non ho fatto malìe et non le so fare, né ho fatto altro malefitio, et quello che io ho detto l’ho detto per tormento”.
La sentenza di morte sul rogo nella pubblica piazza venne emessa il 2 ottobre, da eseguirsi il giorno 13. Venne concesso loro di essere strangolate prima di venir bruciate.